# Diego Reyes
Diego Antonio Reyes Rosales (Mexico-Stad, 19 september 1992) is een Mexicaans voetballer die doorgaans als centrale verdediger speelt. Hij verruilde Fenerbahçe SK in augustus 2019 voor Tigres UANL. Reyes debuteerde in 2011 in het Mexicaans nationaal elftal.

## Clubcarrière
Reyes debuteerde in 2010 voor Club América. Op 17 december 2012 tekende hij een contract tot 2018 bij FC Porto. In totaal speelde hij 83 competitiewedstrijden in de Primera División de México. Hij maakte wel nog het seizoen af bij Club América en staat sinds 1 juli 2013 op de loonlijst van FC Porto. Hij maakte zijn debuut op 19 oktober 2013 in het bekerduel tegen CD Trofense. Zijn meeste wedstrijden speelde Reyes in het B-elftal van Porto, dat uitkomt in de Liga de Honra (Segunda Liga). In april 2015 kwam hij wel in actie in de UEFA Champions League 2014/15: hij kreeg een halfuur speeltijd in de terugwedstrijd van de kwartfinale tegen Bayern München, die met 6–1 werd verloren.

## Clubstatistieken
| Seizoen     | Club            | Competitie       | Competitie | Competitie | Beker | Beker | Internationaal | Internationaal | Totaal | Totaal |
| Seizoen     | Club            | Competitie       | Wed.       | Dlp.       | Wed.  | Dlp.  | Wed.           | Dlp.           | Wed.   | Dlp.   |
| ----------- | --------------- | ---------------- | ---------- | ---------- | ----- | ----- | -------------- | -------------- | ------ | ------ |
| 2009/10     | Club América    | Primera División | 1          | 0          | 0     | 0     | —              | —              | 1      | 0      |
| 2010/11     | Club América    | Primera División | 19         | 2          | 0     | 0     | 5              | 0              | 24     | 2      |
| 2011/12     | Club América    | Primera División | 28         | 0          | 0     | 0     | —              | —              | 28     | 0      |
| 2012/13     | Club América    | Primera División | 35         | 1          | 6     | 0     | —              | —              | 41     | 1      |
| 2013/14     | FC Porto        | Primeira Liga    | 5          | 0          | 4     | 0     | 4              | 0              | 13     | 0      |
| 2014/15     | FC Porto        | Primeira Liga    | 3          | 0          | 4     | 0     | 2              | 0              | 9      | 0      |
| 2015/16     | → Real Sociedad | Primera División | 27         | 2          | 1     | 0     | —              | —              | 28     | 2      |
| 2016/17     | → Espanyol      | Primera División | 34         | 1          | 1     | 0     | —              | —              | 35     | 1      |
| 2017/18     | FC Porto        | Primeira Liga    | 12         | 2          | 5     | 1     | 6              | 0              | 23     | 3      |
| 2018/19     | Fenerbahçe      | Süper Lig        | 8          | 0          | 2     | 0     | 4              | 0              | 14     | 0      |
| 2018/19     | → Leganés       | Primera División | 6          | 0          | 0     | 0     | —              | —              | 6      | 0      |
| 2019/20     | Tigres UANL     | Liga MX          | 0          | 0          | 0     | 0     | 0              | 0              | 0      | 0      |
| Club totaal | Club totaal     | Club totaal      | 178        | 8          | 23    | 1     | 21             | 0              | 222    | 9      |

Bijgewerkt t/m 3 september 2019

## Interlandcarrière
Reyes speelde in zijn jeugd voor Mexico –17 en Mexico –20. Met Mexico –23 nam hij deel aan de Olympische Zomerspelen 2012 in Londen. Mexico won de finale met 1–2 van Brazilië, waardoor het land de gouden medaille won. Reyes debuteerde reeds in 2011 in het Mexicaans voetbalelftal en speelde sindsdien meerdere interlands. In 2013 nam hij met Mexico deel aan de Confederations Cup, waar het team in de eerste ronde werd uitgeschakeld. Bondscoach Miguel Herrera nam hem op in de selectie voor het wereldkampioenschap voetbal 2014. Reyes speelde één wedstrijd: in de van Nederland verloren kwartfinale werd hij na rust in het veld gebracht voor Héctor Moreno. In juni 2015 werd hij opgenomen in de selectie voor de CONCACAF Gold Cup 2015.
| Interlands van Diego Reyes voor Mexico | Interlands van Diego Reyes voor Mexico | Interlands van Diego Reyes voor Mexico | Interlands van Diego Reyes voor Mexico | Interlands van Diego Reyes voor Mexico | Interlands van Diego Reyes voor Mexico | Interlands van Diego Reyes voor Mexico |
| №                                      | Datum                                  | Wedstrijd                              | Uitslag                                | Soort wedstrijd                        | Doelpunten                             |                                        |
| Als speler bij Club América            | Als speler bij Club América            | Als speler bij Club América            | Als speler bij Club América            | Als speler bij Club América            | Als speler bij Club América            | Als speler bij Club América            |
| -------------------------------------- | -------------------------------------- | -------------------------------------- | -------------------------------------- | -------------------------------------- | -------------------------------------- | -------------------------------------- |
| 1.                                     | 5 juli 2011                            | Chili – Mexico                         | 2 – 1                                  | Copa América                           | 0                                      |                                        |
| 2.                                     | 8 juli 2011                            | Peru – Mexico                          | 1 – 0                                  | Copa América                           | 0                                      |                                        |
| 3.                                     | 13 juli 2011                           | Uruguay – Mexico                       | 1 – 0                                  | Copa América                           | 0                                      |                                        |
| Als speler bij FC Porto                |                                        |                                        |                                        |                                        |                                        |                                        |
| 4.                                     | 26 maart 2013                          | Mexico – Verenigde Staten              | 0 – 0                                  | Kwalificatie WK 2014                   | 0                                      |                                        |
| 5.                                     | 31 mei 2013                            | Mexico – Nigeria                       | 2 – 2                                  | Vriendschappelijk                      | 0                                      |                                        |
| 6.                                     | 4 juni 2013                            | Jamaica – Mexico                       | 0 – 1                                  | Kwalificatie WK 2014                   | 0                                      |                                        |
| 7.                                     | 22 juni 2013                           | Japan – Mexico                         | 1 – 2                                  | Confederations Cup                     | 1                                      |                                        |
| 8.                                     | 14 augustus 2013                       | Mexico – Ivoorkust                     | 4 – 1                                  | Vriendschappelijk                      | 0                                      |                                        |
| 9.                                     | 6 september 2013                       | Mexico – Honduras                      | 1 – 2                                  | Kwalificatie WK 2014                   | 0                                      |                                        |
| 10.                                    | 10 september 2013                      | Verenigde Staten – Mexico              | 2 – 0                                  | Kwalificatie WK 2014                   | 0                                      |                                        |
| 11.                                    | 29 januari 2014                        | Mexico – Zuid-Korea                    | 4 – 0                                  | Vriendschappelijk                      | 0                                      |                                        |
| 12.                                    | 5 maart 2014                           | Mexico – Nigeria                       | 0 – 0                                  | Vriendschappelijk                      | 0                                      |                                        |
| 13.                                    | 28 mei 2014                            | Mexico – Israël                        | 3 – 0                                  | Vriendschappelijk                      | 0                                      |                                        |
| 14.                                    | 3 juni 2014                            | Mexico – Bosnië en Herzegovina         | 0 – 1                                  | Vriendschappelijk                      | 0                                      |                                        |
| 15.                                    | 29 juni 2014                           | Nederland – Mexico                     | 2 – 1                                  | WK 2014                                | 0                                      |                                        |
| 16.                                    | 12 november 2014                       | Nederland – Mexico                     | 2 – 3                                  | Vriendschappelijk                      | 0                                      |                                        |
| 17.                                    | 18 november 2014                       | Wit-Rusland – Mexico                   | 3 – 2                                  | Vriendschappelijk                      | 0                                      |                                        |
| 18.                                    | 28 maart 2015                          | Mexico – Ecuador                       | 1 – 0                                  | Vriendschappelijk                      | 0                                      |                                        |
| 19.                                    | 31 maart 2015                          | Mexico – Paraguay                      | 1 – 0                                  | Vriendschappelijk                      | 0                                      |                                        |
| 20.                                    | 27 juni 2015                           | Mexico – Costa Rica                    | 2 – 2                                  | Vriendschappelijk                      | 0                                      |                                        |

Bijgewerkt op 29 juni 2015.

## Erelijst
América
- Liga MX: Clausura 2013

 FC Porto
- Primeira Liga: 2017/18

 Tigres UANL
- CONCACAF Champions League: 2020

 Mexico
- CONCACAF Gold Cup: 2015, 2019
- CONCACAF Cup: 2015

 Mexico onder 23
- Pan-Amerikaanse Spelen: 2011
- CONCACAF Olympic Qualifying Tournament: 2012
- Toulon Espoirs-toernooi: 2012
- Olympische Zomerspelen: 2012

Individueel
- Liga MX Talent van het Toernooi: Clausura 2011